# Hellhof
Hellhof ist ein Ortsteil der Gemeinde Schalksmühle im Märkischen Kreis im Regierungsbezirk Arnsberg in Nordrhein-Westfalen (Deutschland).

## Lage und Beschreibung
Der Ortsteil befindet sich in einem Waldgebiet oberhalb des Volmetals südlich von Muhle und nördlich von Linscheid.
Weitere Nachbarorte auf dem Schalksmühler Gemeindegebiet sind Linscheiderbecke, Linscheiderschule, Muhlerhagen, Kämpershof, Stallhaus, Kuhlenhagen, Im Dahl, Schlüchtern, Twieströmen, Walze und Pulvermühle, sowie Muhlerohl, Muhler Ölmühle und Lindenteich auf Hagener Stadtgebiet.

## Geschichte
Hellhof entstand in der Mitte des 20. Jahrhunderts und war zunächst Teil der Gemeinde Hülscheid im Amt Lüdenscheid im Kreis Altena. Der Ort erscheint auf den Messtischblättern der TK25 erst unbeschriftet auf der Ausgabe 1955, von der Ausgabe 1962 bis zur Ausgabe 1978 ist er als Hellhof beschriftet.
1969 wurden die Gemeinden Hülscheid und Schalksmühle zur amtsfreien Großgemeinde (Einheitsgemeinde) Schalksmühle im Kreis Altena zusammengeschlossen und Hellhof gehört seitdem politisch zu Schalksmühle, das 1975 auf Grund des Sauerland/Paderborn-Gesetzes Teil des neu geschaffenen Märkischen Kreises wurde.